# Jog és Igazságosság

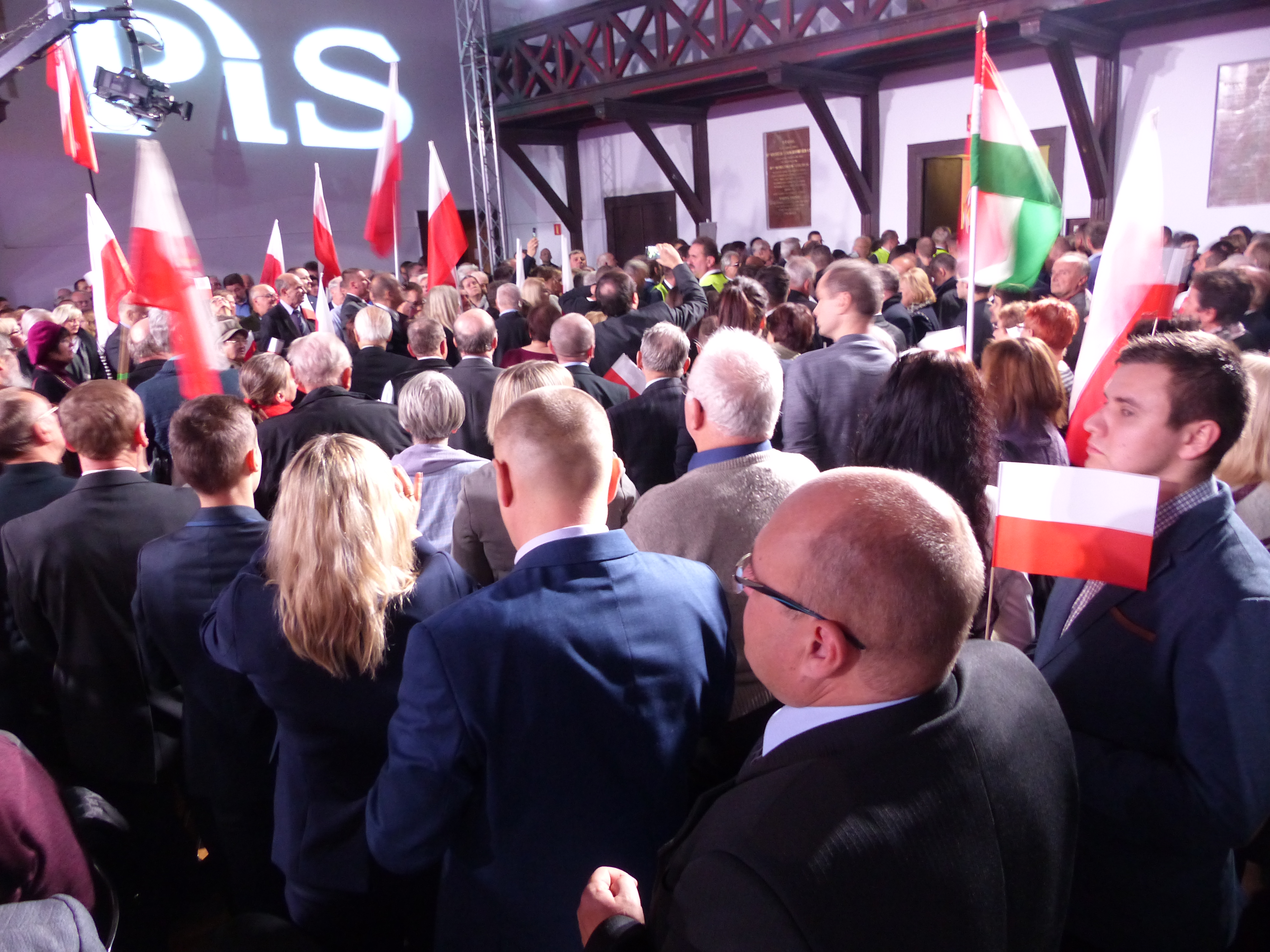
Jog és Igazságosság rendezvénye Krakkóban, a Nemzeti Függetlenség Napján

Jog és Igazságosság (lengyelül Prawo i Sprawiedliwość, PiS) egy konzervatív, jobboldali populista párt Lengyelországban. 2001-ben alapították a Kaczyński ikrek: Lech Kaczyński, aki 2010-ben bekövetkezett haláláig Lengyelország államfője volt, valamint Jarosław Kaczyński, jelenleg a párt elnöke és volt miniszterelnök. A párt tagjainak többsége a már megszűnt Szolidaritás Választási Akció, illetve a Lengyelország Építése Mozgalom tagja volt.
A 2007. október 21-én tartott előrehozott választásokon a párt a szavazatok 32,16%-át szerezte meg, ezzel elvesztette a kormányzás jogát. Ez az eredmény 166 képviselői mandátumot (36,1%) jelent a Jog és Igazságosságnak a Szejmben. A párt 2009-ben csatlakozott az Európai Konzervatívok és Reformistákhoz.
A 2015. május 24-én tartott második fordulós lengyel elnöki választáson Andrzej Duda a Jog és Igazságosság támogatója nyerte 51,55%-kal, ezzel ő lett Lengyelország új köztársasági elnöke.
A 2015. október 25-én tartott parlamenti választást megnyerték 39,7%-kal, ezzel legyőzte a 8 éve kormányon lévő Polgári Platformot, és egyedül alakíthatnak kormányt Lengyelországban.
A PiS 2015 és 2023 közötti kormányzása alatt eltörölték az 1999-ben bevezetett oktatási reformot, és visszatértek a kommunista diktatúra alatt bevezetett oktatási struktúrára.
A párt európai pártja a Konzervatívok és Reformisták Szövetsége Európában.

## Ideológiája, pártprogram
Az ideológiája a nemzeti konzervativizmus, a keresztényszocializmus és az antikommunizmus.

### Gazdaság
A párt a kezdetekben teljesen piacpárti volt, de így is kevésbé mint a Polgári Platform. Magáévá tette a szociális piacgazdaság alapelveit, hasonlóan, mint a nyugat-európai kereszténydemokrata pártok. 2005-ös kormányra kerülésükkor a párt gazdasági kérdésekben protekcionista, baloldalivá vált. Kazimierz Marcinkiewicz 2005 és 2006 közötti miniszterelnök és pártpolitikus gazdaságilag jóval liberálisabb álláspontot képviselt, mint Kaczyńskiék, amivel jóval közelebb kerültek az ellenzéki Polgári Platformhoz.

### Társadalom
A párt ellenzi az azonos neműek házasságát, vagy hogy örökbe fogadhassanak gyerekeket. Nem engedélyezné az abortuszt.

### Külpolitika
Külpolitikailag a párt elkötelezett híve a NATO-nak, viszont az európai integrációt kevésbé támogatja. A párt enyhén euroszkeptikus és ellenzi az Európai Egyesült Államok eszméjét. Az európai föderalizmust ellenző Európai Konzervatívok és Reformerek Pártjának tagja.
A párt határozottan oroszellenes és ukránpárti.